# Wes Harding
Wesley Nathan Hylton Harding, né le 20 octobre 1996 à Leicester, est un footballeur international jamaïcain. Il joue au poste de défenseur au Millwall FC.

## Biographie
En mai 2015, il signe son premier contrat pro avec Birmingham City. Le 9 août 2016, il est prêté à Alfreton Town. Le 8 août 2017, il fait ses débuts en faveur de Birmingham, lors d'un match contre Crawley Town en Coupe de la Ligue (victoire 5-1). À l'issue de la saison 2018-19, il signe un nouveau contrat de 4 ans.
Le 20 août 2020, il rejoint Rotherham United.
Le 21 juillet 2023, il rejoint Millwall FC.

## Palmarès

### Avec Rotherham United
- Vainqueur de la EFL Trophy en 2022